# Приджоне, Джироламо
Джироламо Приджоне (итал. Girolamo Prigione; 12 октября 1921, Кастеллаццо-Бормида, королевство Италия — 21 мая 2016, Алессандрия, Италия) — итальянский прелат и ватиканский дипломат. Титулярный архиепископ Лаурекаума с 27 августа 1968 по 21 мая 2016. Апостольский нунций в Гватемале и Сальвадоре с 27 августа 1968 по 2 октября 1973. Апостольский делегат в Гане со 2 октября 1973 по 7 февраля 1978. Апостольский делегат в Нигерии со 2 октября 1973 по 28 апреля 1976. Апостольский про-нунций в Нигерии с 28 апреля 1976 по 7 февраля 1978. Апостольский делегат в Мексике с 7 февраля 1978 по 12 октября 1992. Апостольский нунций в Мексике с 12 октября 1992 по 2 апреля 1997.